# گورنادور مانگابیرا
گورنادور مانگابیرا (به پرتغالی: Governador Mangabeira) یک منطقهٔ مسکونی در برزیل است که در باهیا واقع شده‌است. گورنادور مانگابیرا ۲۰٬۷۶۲ نفر جمعیت دارد.